# Анаксироја
Анаксироја је била личност из грчке митологије.

## Митологија
Према Паусанији, била је Коронова кћерка (мајка није позната), удата за елидског краља Епеја са којим је имала кћерку Хирмину.